# Río Sacsara
Der Río Sacsara ist ein etwa 32 km langer linker Nebenfluss des Río Santa Teresa in den Anden in Südzentral-Peru. Er verläuft im Distrikt Santa Teresa der Provinz La Convención der Region Cusco.

## Flusslauf
Der Río Sacsara entspringt an der Nordflanke des Hauptkamms der Cordillera Vilcabamba auf einer Höhe von etwa 4600 m. Die Quellregion wird von den vergletscherten Bergen Chawipmayu (5313 m), Sacsarayoc (5994 m) und Lasunayoc (5960 m) eingerahmt. Der Río Sacsara fließt anfangs 8 km nach Norden. Anschließend wendet er sich nach Nordosten und ab Flusskilometer 14 nach Osten. Er mündet schließlich südlich der Kleinstadt Santa Teresa in den Río Santa Teresa, etwa 200 m oberhalb dessen Mündung in den Río Urubamba.

## Einzugsgebiet
Das Einzugsgebiet des Río Sacsara umfasst eine Fläche von etwa 229 km² und liegt zentral im Distrikt Santa Teresa. Das Einzugsgebiet des Río Sacsara grenzt im Osten und im Süden an das des Río Santa Teresa, im Südwesten an das des Río Yanama, ein Nebenfluss des Río Apurímac, sowie im Westen und im Norden an das des Río Vilcabamba. Das obere Einzugsgebiet des Río Sacsara befindet sich im regionalen Schutzgebiet Choquequirao.